# Camp Wilder
Camp Wilder è una sitcom statunitense trasmessa negli Stati Uniti dalla ABC dal 1992 al 1993.